# Żołudek (przystanek kolejowy)
Żołudek (biał. Жалудок, ros. Желудок) – przystanek kolejowy w pobliżu miejscowości Kukinie, w rejonie szczuczyńskim, w obwodzie grodzieńskim, na Białorusi. Nazwa pochodzi od pobliskiej miejscowości Żołudek.
Przystanek istniał przed II wojną światową.